# Kanton Nuits-Saint-Georges
Kanton Nuits-Saint-Georges (francouzsky Canton de Nuits-Saint-Georges) je francouzský kanton v departementu Côte-d'Or v regionu Burgundsko. Tvoří ho 25 obcí.

## Obce kantonu
- Agencourt
- Arcenant
- Argilly
- Boncourt-le-Bois
- Chaux
- Comblanchien
- Corgoloin
- Flagey-Echézeaux
- Fussey
- Gerland
- Gilly-lès-Cîteaux
- Magny-lès-Villers
- Marey-lès-Fussey
- Meuilley
- Nuits-Saint-Georges
- Premeaux-Prissey
- Quincey
- Saint-Bernard
- Saint-Nicolas-lès-Cîteaux
- Villars-Fontaine
- Villebichot
- Villers-la-Faye
- Villy-le-Moutier
- Vosne-Romanée
- Vougeot